# Várzea Paulista
Várzea Paulista é um município brasileiro do estado de São Paulo, que integra a Região de Jundiaí, interior do estado. Sua população estimada em 2024 é de 119 576 habitantes.

## História
A história de Várzea Paulista começa em 1867, quando os ingleses construíram a estrada de ferro que liga Santos a Jundiaí. A estrada passava por uma várzea campesina, com um saliente acidente geográfico e as águas cristalinas do Rio Jundiaí. O local começou a ser povoado dezenove anos depois da inauguração desse trecho ferroviário, no final do século XIX, mais precisamente em 1886. O primeiro morador varzino foi Isaac de Souza Galvão, que montou a primeira olaria no local. Consta que a cidade também participou do ciclo do café, que acabou com intensa geada de 1878.
A empresa franco-ítalo-suíça Societé des Distilheiries Brasiliennes instalou uma destilaria de álcool em terras varzinas e viveu tempos prósperos até 1888, quando finalmente foi abolida a escravidão. Em 1891 foi inaugurada a Estação Ferroviária, com arquitetura e materiais ingleses.
Em agosto de 1956, o Cartório Civil teve seus livros liberados para assentamentos. O nome do distrito que até então pertencia à Jundiaí, era chamado de Secundino Veiga, em homenagem ao jornalista que morreu na época.
O primeiro registro de nascimento foi realizado em 14 de Agosto de 1956, e o primeiro casamento foi realizado em 5 de Setembro do mesmo ano.
O cartório substituiu a denominação de Secundo Veiga para Distrito de Várzea, em alusão ao terreno ribeirinho, baixo e plano, situado à margem de um rio. Várzea Paulista ainda era distrito de Jundiaí, quando Antenor Fonseca foi eleito vereador, representando-a na Câmara Municipal de Jundiaí, de 1960 a 1963.
Em 1964, um grupo de varzinos, formado por Francisco de Assis Andrade, João Aprillanti, Armando Pastre, Victorino Vieira Santana, Antenor Fonseca, Benjamin de Castro Fagundes, Milton Lebrão, Otávio Feliz, Luiz Mania e Farid Feres Sada se reuniu para requerer a emancipação político-administrativa do local. A Assembleia Legislativa de São Paulo deu início ao movimento de emancipação por meio da lei estadual 5.820.
No dia 21 de Março de 1965 o bairro foi elevado a município de Várzea Paulista. O Paulista no nome da cidade surgiu como identificador de mais uma conquista dos bandeirantes.
A boa localização junto à estrada de ferro e o pioneirismo econômico renderam à Várzea Paulista uma situação privilegiada em relação à quantidade de indústrias instaladas. A partir da emancipação e até aproximadamente 1972, ocorre a organização da estrutura administrativa da Prefeitura recém instalada, cadastrando as propriedades imobiliárias, as fábricas e casas comerciais para o lançamento de impostos.
Também tem início o alargamento de ruas e assentamentos de guias e sarjetas. Com o passar do tempo, começa o serviço de saúde e a construção do primeiro conjunto habitacional, edificando dezenas de unidades no bairro da Promeca. Foram também adquiridos, através de desapropriação, os galpões do atual Paço Municipal. Criaram-se mecanismos para aumentar o parque industrial, atraindo as primeiras fábricas para a cidade emancipada, como a Elekeiroz, que em 1923, adquiriu um terreno para a construção de sua fábrica.
Em 1948, foi inaugurada a Via Anhanguera, que passa a contribuir ainda mais para o avanço industrial da região, incentivando a instalação de novas fábricas e atraindo um forte contingente de operários, que iriam dar condições de mão de obra a instalação de novos empreendimentos. Várzea, neste processo, cooperava com cerca de 60 olarias, uma das que mais se destacavam era a olaria do Sr Pedro Bifani que contribuia suprindo o mercado consumidor de Campinas e São Paulo, com uma produção diária de 650 mil tijolos.
A vocação para o crescimento econômico de Várzea Paulista é a tônica de sua história, a exemplo da rápida expansão da olaria, indústria pioneira que conquistou grande desenvolvimento. A iniciativa não demandava grandes investimentos, tampouco recursos técnicos, aproveitando ainda a matéria-prima abundante e barata na região, como o barro, processado e cozido, foi convertido na primeira fonte de receita do então pequeno povoado.
No entanto, os fornos e caldeiras, sejam das olarias, fábricas ou ainda para uso da estrada de ferro, eram abastecidos com madeira de eucaliptos. Para tanto, as empresas iniciaram um gigantesco processo de derrubada de madeira de lei e árvores nativas para a plantação de eucaliptos e, consequentemente, a obtenção da madeira propícia para o uso nos fornos. A ação, que ocorreu não somente em Várzea Paulista, mas em toda a região, provocou uma intensa degradação ambiental que até hoje traz reflexos negativos. O ciclo do café e da mandioca também contribuíram muito para o desmatamento local.
Com tanta matéria-prima retirada do meio ambiente, Várzea Paulista já produzia tijolos numa escala que supria as necessidades da região, chegando a abastecer a capital paulista com seus produtos, imprescindíveis para a construção civil da época.
Durante todo século XX a indústria teve sua posição de destaque na formação da cidade. Depois da Elekeiroz, chegou na cidade a Alfred Teves, depois ITT Automotive, hoje Continental Automotive do Brasil Ltda., a KSB bombas hidráulicas S/A e a Foton Indústria Chinesa de Caminhões.

## Geografia
Localiza-se a uma latitude 23º12'41" Sul e a uma longitude 46º49'42" Oeste, estando a uma altitude de 745 metros. O município tem sua área urbana conurbada com Jundiaí.

### Região Metropolitana
A cidade faz parte da Região Metropolitana de Jundiaí. Várzea Paulista deixou de ser uma cidade dormitório e passou a ser uma cidade industrial, o município é um dos que mais vem gerando vagas de emprego (segundo ibge), superando a média de outras cidades da região.
A cidade hoje é conhecida em âmbito nacional e internacional como a Cidade das Orquídeas, possuindo um dos maiores orquidários da América Latina e outros diversos espalhados pela cidade, sem contar os produtores locais e independentes. Desde 2005, é realiza-se no município o evento Orquivárzea ou Festa das Orquídeas, uma das maiores exposições de Orquídeas do Brasil e interior, atraindo visitantes de diversos locais do país e expositores nacionais e internacionais.

### Hidrografia
- Rio Jundiaí

### Rodovias
- SP-332
- SP-354

### Ferrovias
- Estação Várzea Paulista da Linha 7–Rubi do Trem Metropolitano de São Paulo.

## Demografia

### População
| Crescimento populacional                             | Crescimento populacional | Crescimento populacional | Crescimento populacional |
| Ano                                                  | População Total          |                          | %±                       |
| ---------------------------------------------------- | ------------------------ | ------------------------ | ------------------------ |
| 1970                                                 | 9 894                    |                          | —                        |
| 1980                                                 | 33 818                   |                          | 241,8%                   |
| 1991                                                 | 68 921                   |                          | 103,8%                   |
| 2000                                                 | 92 800                   |                          | 34,6%                    |
| 2010                                                 | 107 089                  |                          | 15,4%                    |
| 2022                                                 | 115 771                  |                          | 8,1%                     |
| Est. 2024                                            | 119 576                  | [ 11 ]                   | 3,3%                     |
| Fontes: Censos Demográficos IBGE e Estimativas SEADE |                          |                          |                          |

## Política e administração
- Prefeito: Rodolfo Wilson Rodrigues Braga (2025/2028)
- Vice-prefeito: João Paulo (2025/2028)
- Presidente da câmara: Mauro Aparecido

| Prefeito                   | Período     |
| -------------------------- | ----------- |
| João Aprillanti            | 1965 a 1969 |
| Armando Dias               | 1969 a 1973 |
| José Roberto Aprillanti    | 1973 a 1977 |
| José Hélio Hércules        | 1977 a 1983 |
| Clemente Manoel de Almeida | 1983 a 1988 |
| Kim Nozaki                 | 1989 a 1992 |
| José Hélio Hércules        | 1993 a 1996 |
| Clemente Manoel de Almeida | 1997 a 2004 |
| Eduardo Tadeu Pereira      | 2005 a 2012 |
| Juvenal Rossi              | 2013 a 2020 |
| Rodolfo Braga              | 2021 a 2028 |

Referência: 

### Cidades-irmãs
Várzea Paulista tem como a cidade-irmã
- Hulunbuir, na China, desde 2025.

## Economia
É a cidade que mais exporta orquídeas do Brasil. Possui o maior orquidário da América Latina, que se encontra ao pé da Serra dos Cristais.

## Infraestrutura

### Saneamento
Várzea Paulista teve no ano de 2013 inaugurada a estação de tratamento de esgoto, tratando 92% de todo o esgoto produzido na cidade tornando o Rio Jundiaí mais limpo, os trabalhos sendo feitos em Itupeva, Salto e Indaiatuba, além do trabalho feito por Jundiaí, permitirá à bacia do Rio Jundiaí tornar-se em alguns anos a primeira bacia hidrográfica despoluída do país.

### Comunicações

#### Telefonia
O sistema de telefones automáticos foi inaugurado na cidade em 1974 pela Telecomunicações de São Paulo (TELESP), que também implantou o sistema de discagem direta à distância (DDD) em 1978 com o código de área (011).

#### Televisão e rádio
Várzea Paulista, recebe às emissoras de rádio e televisão da região metropolitana de São Paulo, no sistema analógico e digital de transmissão.

### Transportes

#### Ônibus Coletivos
- Rápido Luxo Campinas Ltda. - Transporte Intermunicipal
- Rápido Sumaré - Transporte Municipal

#### Aeroportos
A cidade de Várzea Paulista está a 9 km do Aeroporto de Jundiaí, fica a 55 km do Aeroporto de São Paulo, a 67 km do Aeroporto de Guarulhos e a 43 km do Aeroporto de Campinas no interior do estado, tornando a cidade um atrativo para que empresas se instalem na cidade. Além da malha rodoviária e ferroviária que servem toda a Região de Jundiaí.

## Cultura e lazer

### Esportes
Várzea Paulista conta com um time de Futebol Americano desde 2015. Blacksmiths com uma equipe de mais de 50 jogadores, no qual fazem parte de projetos sociais na cidade, conta ainda com uma equipe de Karatecas, com mais de 100 alunos do Projeto Social Escolar Karatê Várzea Paulista da Secretaria adj. de Esporte, hoje é reconhecida como uma das melhores do estado de São Paulo e com atletas com títulos a nível nacional, transformando em uns dos polo do karatê do estado.

## Religião
O Cristianismo se faz presente na cidade da seguinte forma:

### Igreja Católica
- A igreja faz parte da Diocese de Jundiaí.[20]

### Igrejas Evangélicas
Entre as igrejas protestantes históricas, pentecostais e neopentecostais, encontram-se na cidade:
- Assembleia de Deus Ministério do Belém.[23][24]
- Congregação Cristã no Brasil.[25]